# Friedrich Braeucker
Friedrich Braeucker (* 13. Juli 1919 in München; † 5. November 2010) war ein deutscher Marineoffizier und U-Boot-Kommandant im Zweiten Weltkrieg.

## Leben

### Vor dem Krieg
Am 3. April 1937 trat er als Offiziersanwärter in die Kriegsmarine ein (Crew 37a) und durchlief in der Zeit bis Oktober 1939 die Grund- und Bordausbildung sowie verschiedene Lehrgänge. Am 21. September 1937 wurde er zum Seekadetten, am 1. Mai 1938 zum Fähnrich zur See, am 1. Juli 1939 zum Oberfähnrich zur See und schließlich am 1. August 1939 zum Leutnant zur See befördert.

### Während des Krieges
Von November 1939 bis März 1940 diente er in der 9. Schiffsstammabteilung in Stralsund und der Torpedoschule in Flensburg-Mürwik. Er erhielt das Eiserne Kreuz II. Klasse (EK II) und diente von April 1940 bis August 1943 in der 1. Torpedoboot-Flottille und der 2. Torpedoboot-Flottille. Während dieser Zeit wurde er am 1. September 1941 zum Oberleutnant zur See befördert. Im Jahr 1943 wurde ihm das Eiserne Kreuz I. Klasse (EK I) verliehen.
Ab August 1943 durchlief er die U-Bootsausbildung und absolvierte den Kommandanten-Lehrgang. Im April 1944 begann er bei der 6. Kriegsschiffbaulehrabteilung in Bremen die Baubelehrung für U 889, einem im selben Monat vom Stapel gelaufenen U-Boot vom Typ IX C/40. Am 4. August 1944 wurde U 889 unter dem am 1. Juli 1944 zum Kapitänleutnant beförderten Friedrich Braeucker in Dienst gestellt. Boot und Besatzung durchliefen bis zum 14. März 1945 die Frontausbildung in der Ostsee bei der 4. U-Flottille, einer in Stettin stationierten Ausbildungsflottille. Ab dem 15. März 1945 unterstand es nun als Frontboot der von Korvettenkapitän Günter Kuhnke in Flensburg geführten 33. U-Flottille.

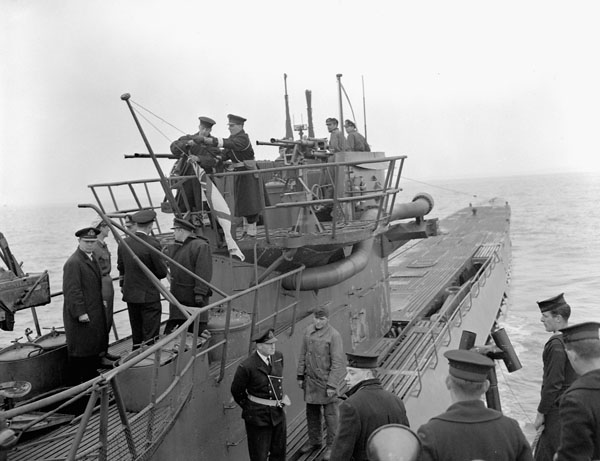
Braeucker (mit weißer Mütze als zweiter von links im Kreise kanadischer Offiziere) übergibt sein Boot am 13. Mai 1945 an die kanadische Marine (RCN). Gut zu erkennen ist der niedergelegte Schnorchel rechts vom Turm, während auf der Brücke gerade die Flagge der RCN gehisst wird.

Unter seinem Kommandanten lief das Boot am 26. März 1945 von Kiel aus und verlegte nach Horten in Norwegen. Dort lief es am 30. März ein und führte anschließend im Oslofjord Schnorchelübungen durch. Am 2. April 1945 lief es von Horten zu seiner ersten und einzigen Feindfahrt aus. Nach Ergänzungen in Kristiansand operierte es im Nordatlantik, vor der Ostküste Kanadas und bei Neufundland. Gegnerische Schiffe wurden weder versenkt noch beschädigt. Nach 41 Seetagen kapitulierte er mit seinem Boot am 13. Mai 1945 im kanadischen Hafen von Shelburne (Nova Scotia) nahe Halifax.

### Nach dem Krieg
Friedrich Braeucker wurde von der Royal Canadian Navy gefangen genommen, blieb zunächst in kanadischer Kriegsgefangenschaft, bevor er ins Vereinigte Königreich überstellt wurde. Im Dezember 1948 wurde er als einer der letzten U-Boot-Kommandanten freigelassen und kehrte nach Deutschland zurück.
Er trat später in die neu gegründete Marine der Bundeswehr ein und war hier u. a. von Oktober 1962 bis September 1963 Kommandant des Zerstörers 3. In dieser Position wurde er zum Fregattenkapitän befördert. Im Dezember 1971 wurde er zum Kapitän zur See befördert. Er war von Mai 1975 bis August 1978 Chef des Stabes beim Befehlshaber der Seestreitkräfte der Nordsee. Er starb im Alter von 91 Jahren.